# Space.com
Space.com é um website de notícias sobre o espaço e astronomia. Suas notíciais são comumente sindicadas para grandes companhias de mídia, incluindo CNN, MSNBC, Yahoo! e USA Today. Foi fundado por Lou Dobbs e Rich Zahradnik, em julho de 1999. Dobbs, na época, era um apresentador de notícias da CNN, tendo abandonado a empresa para tornar o CEO da Space.com.